# Горяев, Николай Константинович
Николай Константинович Горяев (12 июня 1875 — 9 июля 1943) — советский российский терапевт, доктор медицинских наук (1910), профессор (1918), заслуженный деятель науки РСФСР (1940) и Татарской АССР (1940), Герой Труда (1933).

## Биография
Николай Горяев родился 12 июня 1875 года в городе Тюмени в семье горного мастера. В 1894 году окончил Оренбургскую гимназию с золотой медалью. В 1902 году окончил медицинский факультет Московского университета. Работал в Казанском университете лаборантом в лаборатории гематологии и ординатором кафедры госпитальной терапии. Во время русско-японской войны был мобилизован, служил лекарем в Омском военном госпитале. Осенью 1906 года вернулся в Казанский университет. В 1910 году защитил докторскую диссертацию на тему «Материалы к вопросу о движениях и иннервации селезёнки» (научный руководитель Н. А. Миславский). В 1911—1912 годах находился в заграничной командировке в Германии и Австрии. С 1913 года — приват-доцент кафедры факультетской терапии Казанского университета. С 1920 года — заведующий кафедрой. Являлся членом правления Всесоюзного общества терапевтов, членом редколлегии журналов «Клиническая медицина» и «Казанского медицинского журнала».
Известен как один из основоположников российской гематологии. Предложил приспособление для подсчёта количества клеток в заданном объёме жидкости, получившее название Камера Горяева. Составил гематологический атлас. Посвятил рад своих работ изучению синдрома Банти и эффективности хирургического лечения гемолитической анемии. Проявлял научный интерес к кумысолечению.
Среди учеников Горяева профессора В. И. Катеров, И. И. Цветков, Л. И. Коробков, Р. М. Ахрем-Ахремович, Ш. И. Ратнер, К. А. Дрягин. Как вспоминал профессор А. Г. Терегулов, «как лектор профессор Горяев пользовался исключительной популярностью; лекции были всегда научно обоснованы и построены на уровне современных достижений, и, кроме того, он делился своим богатым жизненным опытом».

## Сочинения
- Материалы к вопросу о движениях и иннервации селезёнки, Экспериментальное исследование, Казань, 1910;
- К вопросу о лейканэмии, Казанск. мед. журн., т. 13, J4& 5, с. 351, 1913;
- Исследования и симптоматология болезней крови, в кн.: Основы клин, диагностики, под ред. А. М. Левина и Д. Д. Плетнёва, с. 713, М. — Л., 1928;
- Клиника спленопатий, в кн.: Основы и достижения совр, мед., под ред. А. А. Богомольца и В. М. Коган-Ясного, т. 6, с. 110, Харьков, 1939.